# Ficus rubiginosa
Ficus rubiginosa é uma espécie de planta com flor do gênero Ficus.

## Taxonomia
A espécie Ficus rubiginosa foi descrita pelo botânico francês René Desfontaines, em 1804.

## Ecologia
Muitas espécies de pássaros se alimentam de seu fruto, incluindo as espécies Ptilinopus regina, P. magnificus, Leucosarcia melanoleuca, Lopholaimus antarcticus, Eudynamys orientalis, Porphyrio melanotus, Alisterus scapularis, Sphecotheres vieilloti, Ailuroedus crassirostris, Sericulus chrysocephalus, Ptilonorhynchus violaceus e Strepera graculina, bem como o mamífero Pteropus poliocephalus, e Pteropus conspicillatus. É uma das várias espécies de plantas usadas como fonte de alimentação pelo ameaçado papagaio-do-figo-de-cara-azul. Muitos frutos caem no solo em torno da arvore, enquanto outros são dispersados por animais que os comem.
A espécie de tripse Gynaikothrips australis se alimenta na superfície inferior das folhas da espécie, bem como as espécies F. obliqua e F. macrophylla. Psilídeos quase desfolham as árvores no Jardim Botânico Real de Sydney na primavera.

## Cultivo

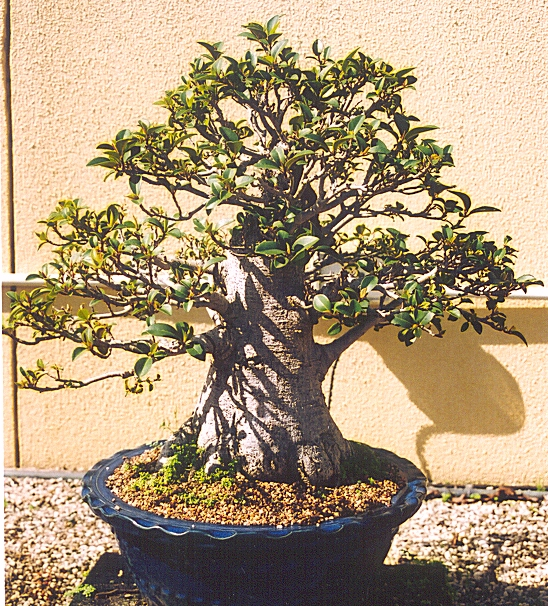
Um bonsai de Ficus rubiginosa, no Jardim Botânico de Auburn

Ficus rubiginosa foi primeiramente cultivada no Reino Unido em 1789, onde foi cultivada em casas de vidro. A espécie é comumente utilizada como planta ornamental no oeste da Austrália, e na Ilha Norte da Nova Zelândia. e também no Havaí e Califórnia, onde também estão também listado como espécies invasoras nalgumas áreas. É muito plantada para servir como árvore de sombra, em alguns parques e clubes de golfe nos países onde é mais amplamente disseminada.